# Lewis Leonard Forman
Lewis Leonard Forman ( 29 de junio de 1929 – 16 de junio de 1998 , Londres  (enlace roto disponible en Internet Archive; véase el historial, la primera versión y la última).) fue un naturalista, y botánico inglés. Fue oficial superior botánico del Real Jardín Botánico de Kew entre 1966 a 1989, especializándose en la flora del sudeste asiático, con énfasis en la familia Menispermaceae
Estudio con altas calificaciones en el "Queen Mary College", de la London University, desde 1950. Su temprana carrera botánica y su amor por el sudeste asiático lo llevan al herbario de Bogor, en Sumatra, Indonesia.

## Honores

### Epónimos
Especies
1. (Euphorbiaceae) Glochidion formanii  Airy Shaw[3]
2. (Lauraceae) Litsea formanii Kosterm.[4]
3. (Melastomataceae) Medinilla formanii Regalado[5]
4. (Menispermaceae) Stephania formanii Kundu & S.Guha[6]
5. (Menispermaceae) Tinospora formanii Udayan & Pradeep[7]
6. (Myrtaceae) Eucalyptus formanii C.A.Gardner[8]

- La abreviatura «Forman» se emplea para indicar a Lewis Leonard Forman como autoridad en la descripción y clasificación científica de los vegetales.[9]